# Anikeï Fiodorovitch Stroganov
Anikeï Fiodorovitch Stroganov, (en alphabet cyrillique : Аникей Фёдорович Строганов, né le 4 novembre 1488 à Novgorod, décédé le 2 septembre 1570 au monastère de Solvytchegodsk.

## Famille
Fils cadet de Fiodor Loukitch Stroganov et d'Iefimia Kozminitchna Jigouleva.
Il épousa Mavra Dementievna († 1524).
Un enfant naquit de cette union :
- Khristina Anikevna Stroganova.

Veuf, en 1526, il épousa Sofia Andreïevna Bakouleva (1509-1567).
Cinq enfants naquirent de cette union :
- Fiodor Anikievitch Stroganov : (1527 (?)-1570)
- Iakov Anikievitch Stroganov : (1528-1577).
- Anna Anikievna Stroganova : (1530 (?)-1574).
- Grigori Anikievitch Stroganov : (1533 ()-1577).
- Semion Anikievitch Stroganov : (1540 (?)-1586)[1].

## Biographie

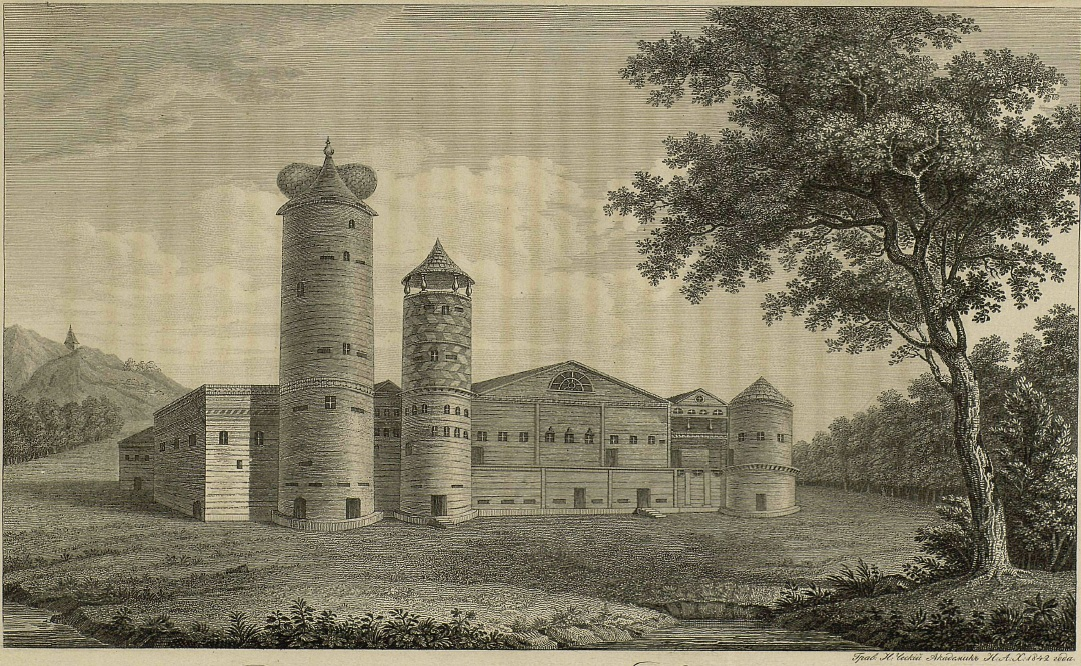
Le manoir construit par Anikeï Fiodorovitch Stroganov à Solvytchegodsk

Anikeï Fiodorovitch Stroganov régna sur un vaste empire, en 1515, il fonda les marais salants à Solvytchegodsk et Perm. Il colonisa le bassin de la Kama et de la rivière Tchoussovaïa. Il est le fondateur d'un véritable empire, l'ascendant d'une longue lignée de marchands, d'industriels, de propriétaires terriens et d'hommes d'État. Il fut le propriétaire de 6000 serfs travaillant sur ses domaines.
Anikeï Fiodorovitch vit le jour à Novgorod, après le décès de son père et de ses frères aînés décédés sans descendance, Anikeï Fiodorovitch et ses fils héritèrent de tous les biens de la famille Stroganov et s'établirent à Solvytchegodsk. Après avoir créé son entreprise à Solvytchegodsk, avec ses trois fils (Iakov, Grigori et Semion), il créa de nouveaux marais salants dans la Péninsule de Kola, rapidement, ces entreprises devinrent  très productives.
Lors de l'avènement d'Ivan le Terrible, Anikeï Fiodorovitch reçut l'autorisation de contrôler les exportations provenant du Nord de l'Angleterre à destination  d'Arkhangelsk. Les marchands anglais furent interdits d'effectuer des ventes  au détail de biens et d'acheter du fer et du chanvre. Ce droit lui fut confirmé par trois documents datant de 1552, 1555 et 1560. En outre, il fut affecté au rapport annuel sur le volume du commerce du bois.
En 1557,  Ivan IV confia à Anikeï Fiodorovitch la colonisation de la Sibérie, sous couvert de l'autorité du tsar, il arma des troupes d'aventuriers comme les Cosaques, il colonisa la Sibérie et organisa l'émigration à grande échelle vers ces territoires. En récompense, le souverain russe offrit de vastes territoires exempts de taxes à Anikeï Fiodorovitch et ses fils, dont un territoire le long de la rivière Kama et la rivière Tchoussovaïa.
Le 15 août 1566, Ivan IV de Russie accorda un nouveau privilège à Anikeï Fiodorovitch. ses terres furent inscrites dans l'opritchnina, le tsar l'autorisa à se saisir des terres de la population locale par la conquête et la colonisation des paysans russes. Anikeï  et ses fils y développèrent l'agriculture, la chasse, la production de sel, la pêche et l'exploitation minière dans l'Oural ainsi que le commerce avec les tribus sibériennes. Il fit construire des villes fortifiées comme : Kamgort ou Kargedan (Orel), dans le même temps, avec le soutien de leur Droujina (milice), il mit un terme aux troubles locaux,  pour la Russie, il annexa de nouveaux territoires en Oural et en Sibérie. L'obtention de ces vastes territoires permettra aux descendants de la famille Stroganov de devenir les plus grands propriétaires terriens de l'Empire russe.
Selon la légende, Anikeï Fiodorovitch envoya ses hommes sur les rives du fleuve Ob et dans la baie de la Petchora. Ceux-ci effectuèrent avec les peuples autochtones (Komis ou Samoyèdes) des échanges d'objets de pacotille comme des perles, des cloches contre des fourrures de zibeline.

### Mécène

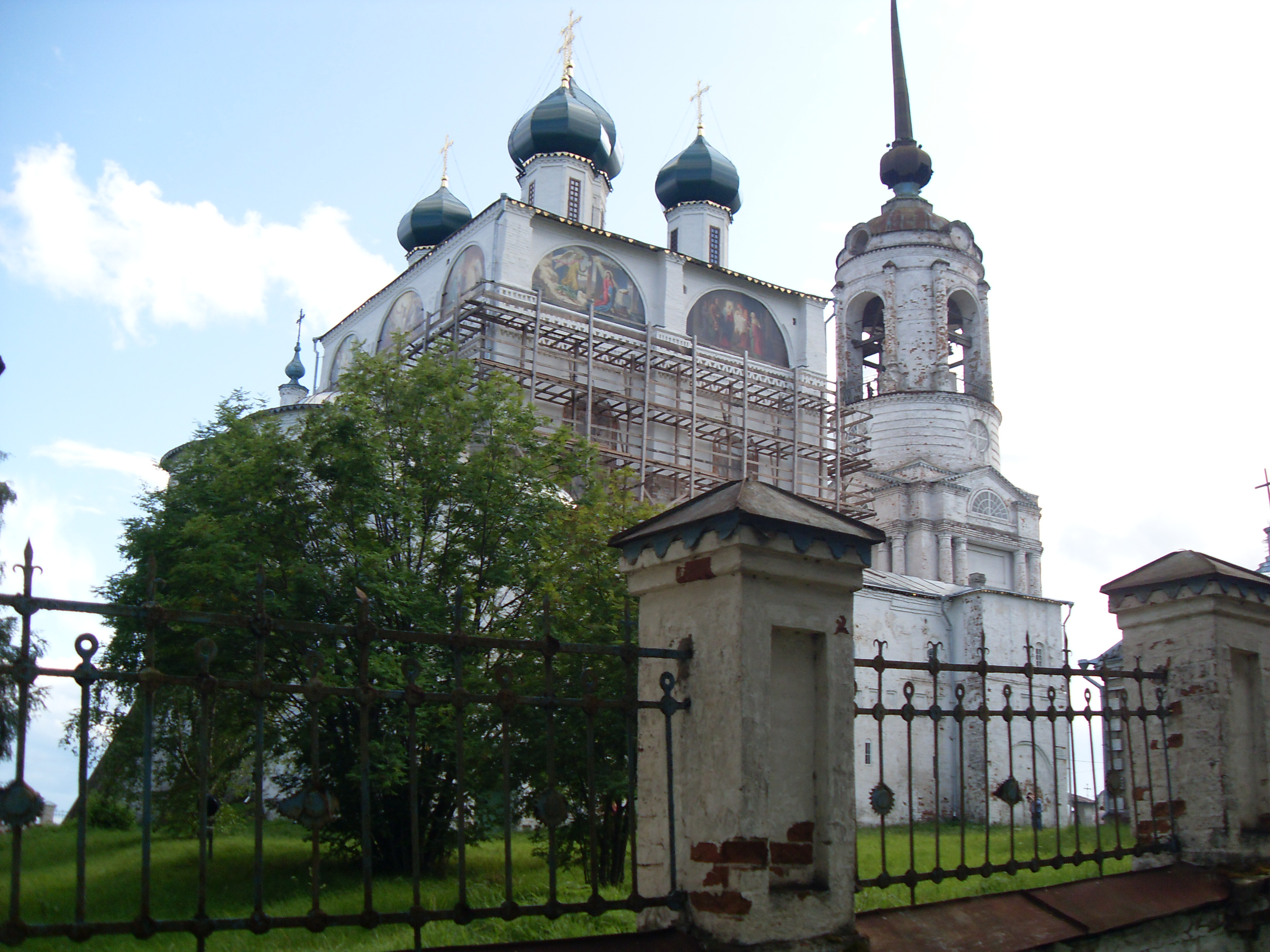
La Cathédrale de l'Annonciation à Solvytchegodsk

Anikeï Fiodorovitch fit construire une bibliothèque, fit ouvrit une école d'icônes, à Solvytchegodsk, il fit construire la cathédrale de l'Annonciation et le manoir familial.
Sur le côté Nord-Ouest de cet édifice religieux furent inhumés les premiers membres de la lignée de la famille Stroganov, 28 tombes recouvertes de pierres tombales datant des XVIe et XVIIe siècles sont alignées.
La cathédrale de l'Annonciation fut érigée près du lac de perles, selon la légende aux XVI-XVII siècles, les membres de la famille Stroganov cultivèrent des perles pour décorer les icônes.

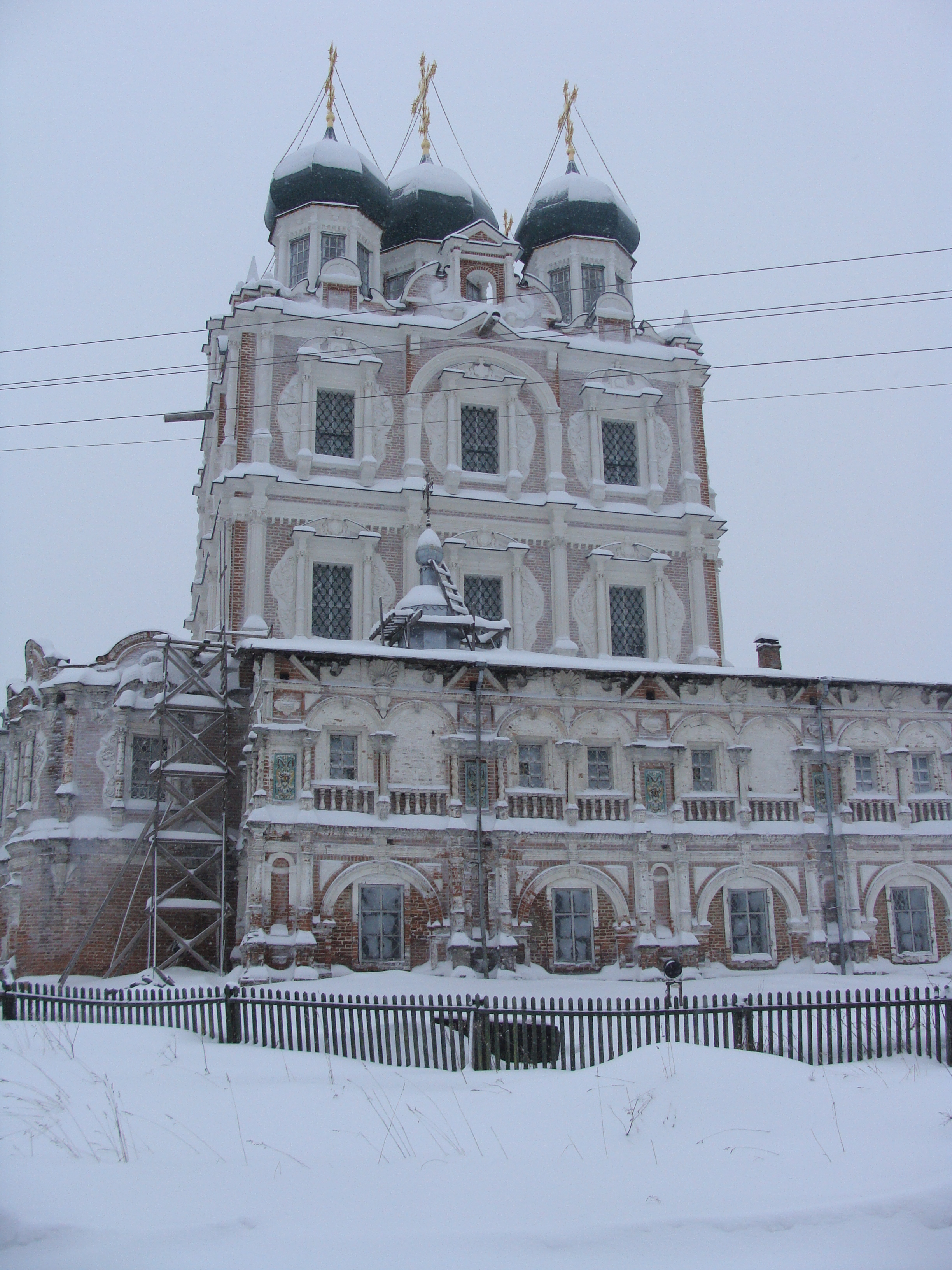
Le monastère de Vvedenski à Solvytchegodsk, à l'arrière du couvent, l'église de La Présentation au Temple de la Bienheureuse Vierge Marie

Entre 1565 et 1570, à Solvytchegodsk, Anikeï Fiodorovitch Stroganov et ses fils firent construire le monastère Vvedenski et l'église de La Présentation au Temple de la Bienheureuse Vierge Marie, le jour de la consécration, de l'église en bois, Anikeï offrit l'icône de la Présentation au Temple de la Bienheureuse Vierge Marie. Détruit par un incendie, en 1685, le monastère fut reconstruit en pierre par Grigori Dmitrievitch Stroganov,. Le monastère est aujourd'hui détruit.
En 1558, à Pyskor (district de Perm), Anikeï Fiodorovitch offrit une terre où fut construit le monastère Pyskorski.
En 1567, sous le nom de père Joseph (Iosif), Anikeï Fiodorovitch entra au monastère de Vvedenski.

## Décès et inhumation

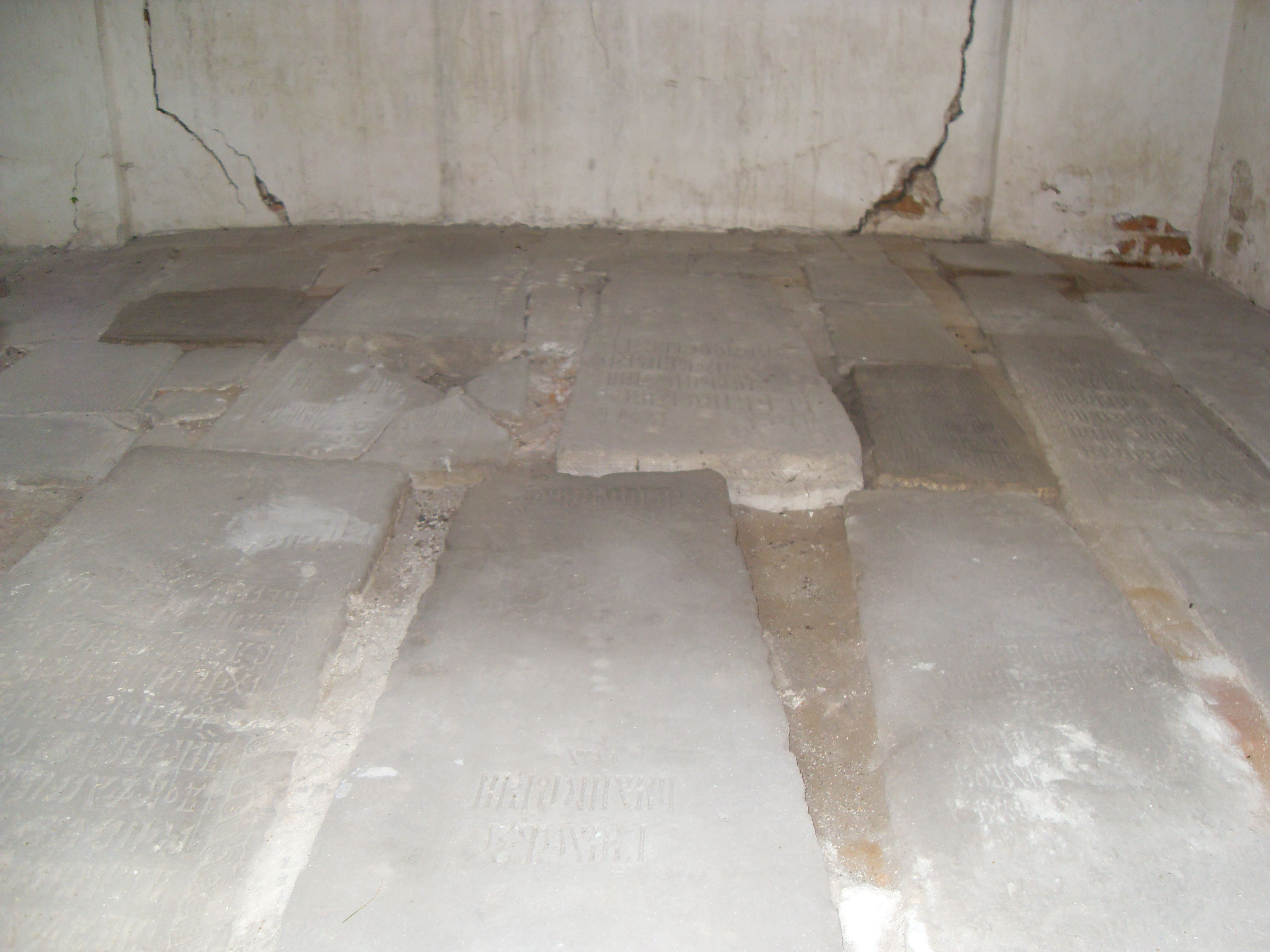
Tombes des premiers membres de la famille Stroganov inhumés en la cathédrale de Notre-Dame de l'Annonciation à Solvytchegodsk

Anikeï Fiodorovitch Stroganov dédéda le 2 septembre 1570 au monastère de Vvedenski à Solvytchegodsk.

## Sources
- obitely.ru
- www.rus-sobori.ru
- www.novgorodobl.ru
- permhistory.ru